# Xã Adams, Quận Coshocton, Ohio
Xã Adams (tiếng Anh: Adams Township) là một xã thuộc quận Coshocton, tiểu bang Ohio, Hoa Kỳ. Năm 2010, dân số của xã này là 790 người.